# 小林 (能)
小林（こばやし）は、能の演目のひとつ。
室町後期頃から上演されておらず、現在は番外曲になっている。
明徳の乱に取材しており、曲中のワキの詞章にも『明徳記』が登場する。
『能本作者註文』では宮増が作者とされ、『自家伝抄』では世阿弥が作者とされている。
『舞芸六輪次第』『囃子方習書』に記事がある。
『舞芸六輪次第』では「鬼之能」に分類され、兜・長刀の着用や馬への騎乗が指示されている特異な曲である。
高知県室戸市の御田八幡宮の吉良川の御田祭では現在も演じられている。

## 登場人物
- 前シテ:石清水八幡宮の社人
- 後シテ:小林の修理の亮（小林上野守）
- ワキ:山名氏清縁の僧
- ツレ:瞽女
- アイ:男山の住人

## あらすじ
氏清ゆかりの僧（ワキ）が石清水に参詣し、住人（アイ）の案内でごぜ（ツレ）の氏清についての歌を聴いていると、社人（シテ）が歌を禁じるが僧の所望と聞いて許す。
社人が氏清の戦評定の時、御灯の役をしていたと述べ、合戦前の小林と氏清の様子や山名軍の配置を語り、姿を消す。
口寄せにより小林の霊が現れ、合戦の様子を見せる。